# Aiolský modus
Aiolský modus je pojem z oblasti hudební nauky, který se používá pro posloupnost tónů diatonické durové stupnice zahrané od jejího šestého stupně. Tento modus je shodný s diatonickou mollovou stupnicí.

## Vlastnosti aiolského modu
Aiolský modus vznikne z durové stupnice jejím zahráním od šestého stupně, například v případě C dur je základním tónem aiolského modu A a znění aiolského modu: a-h-c-d-e-f-g.
Jedná se o mollový modus (s malou tercií), který je charakteristický malou sextou i septimou.
Nejbližším tvrdším modem je dórský modus, který se od aiolského liší velkou sextou. Nejbližším měkčím modem je frygický modus, který se od aiolského liší malou sekundou.

### Intervalové složení
| Stupeň   | Interval      | Příklad - C dur |
| -------- | ------------- | --------------- |
| I        | Prima         | a               |
| II       | Velká sekunda | h               |
| III      | Malá tercie   | c               |
| IV       | Čistá kvarta  | d               |
| V        | Čistá kvinta  | e               |
| VI       | Malá sexta    | f               |
| VII      | Malá septima  | g               |
| VIII = I | Oktáva        | a               |

## Složení v jednotlivých tóninách
Následující tabulka obsahuje složení aiolského modu pro jednotlivé tóniny.
| Stupnice | Předznamenání | Základní tón | Složení                     |
| -------- | ------------- | ------------ | --------------------------- |
| Cis dur  | 7♯            | ais          | ais his cis dis eis fis gis |
| Fis dur  | 6♯            | dis          | dis eis fis gis ais h cis   |
| H dur    | 5♯            | gis          | gis ais h cis dis e fis     |
| E dur    | 4♯            | cis          | cis dis e fis gis a h       |
| A dur    | 3♯            | fis          | fis gis a h cis d e         |
| D dur    | 2♯            | h            | h cis d e fis g a           |
| G dur    | 1♯            | e            | e fis g a h c d             |
| C dur    | -             | a            | a h c d e f g               |
| F dur    | 1♭            | d            | d e f g a b c               |
| B dur    | 2♭            | g            | g a b c d es f              |
| Es dur   | 3♭            | c            | c d es f g as b             |
| As dur   | 4♭            | f            | f g as b c des es           |
| Des dur  | 5♭            | b            | b c des es f ges as         |
| Ges dur  | 6♭            | es           | es f ges as b ces des       |
| Ces dur  | 7♭            | as           | as b ces des es fes ges     |

## Charakteristické akordy
Pro aiolský modus je charakteristický mollový kvintakord, ze septakordů pak malý mollový septakord.
Kompletní tónový materiál modu je vyjádřen sedmizvukem (tercdecimovým akordem) {\displaystyle Xmi^{13-}\,\!} (X je základní tón aiolského modu).
Následující tabulka obsahuje charakteristické akordy aiolského modu v tónině C dur.
| Typ akordu         | Značka (C dur)                |
| ------------------ | ----------------------------- |
| Kvintakord         | {\displaystyle Ami\,\!}       |
| Septakord          | {\displaystyle Ami^{7}\,\!}   |
| Nonový akord       | {\displaystyle Ami^{9}\,\!}   |
| Undecimový akord   | {\displaystyle Ami^{11}\,\!}  |
| Tercdecimový akord | {\displaystyle Ami^{13-}\,\!} |

Použitelné jsou i další akordy, které vzniknou vynecháním některých intervalů v {\displaystyle Ami^{13-}\,\!}, například:
- {\displaystyle Ami^{add9},Ami^{add11},Ami^{7add11}\,\!}